# Josep Irla
Josep Irla i Bosch (San Feliu de Guíxols, 24 de octubre de 1874-Saint-Raphaël, Provenza, 19 de septiembre de 1958) fue un político español, presidente de la Generalidad de Cataluña en el exilio.

## Los inicios de una vida empresarial y política

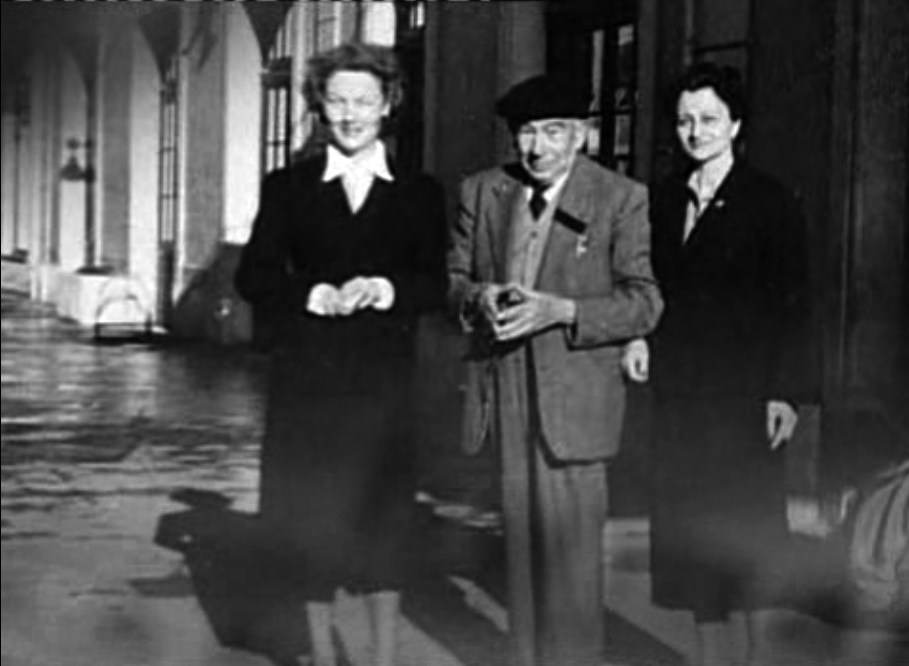
Josep Irla con sus ahijadas Lola y Ción

Josep fue hijo de Josep Irla i Rovira y Rita Bosch i Anglada. Hijo de un obrero taponero que más tarde tuvo una taberna conocida como Casa Romagué. Era el mayor de tres hermanos: Josep (1876-1958), Francesc (1881-1961) y Nicolau (1886-1943), con los que tuvo siempre una estrecha relación, y con los que compartía actividades económicas y políticas.
De joven estudió en la Escuela de Artes y Oficios, no siguió ningún estudio superior y fue partiendo de su esfuerzo, trabajo y voluntad que se fue haciendo una autoeducación profundamente asimilada.
Poco a poco, Josep Irla se fue abriendo camino en el mundo de los negocios y de la política. Con sus hermanos, inició actividades industriales y comerciales desde San Felíu de Guixols con la creación de la sociedad Josep Irla y compañía, con participación de capital de los tres hermanos y un papel más principal de él. Desde esta base, abrieron una fábrica de tapones de corcho que con los años se fue ampliando; fueron consignatarios de buques y posteriormente propietarios de una goleta e hicieron un comercio de vino y de corcho con Barcelona; pudieran actuar como agentes de aduanas.

## Familia

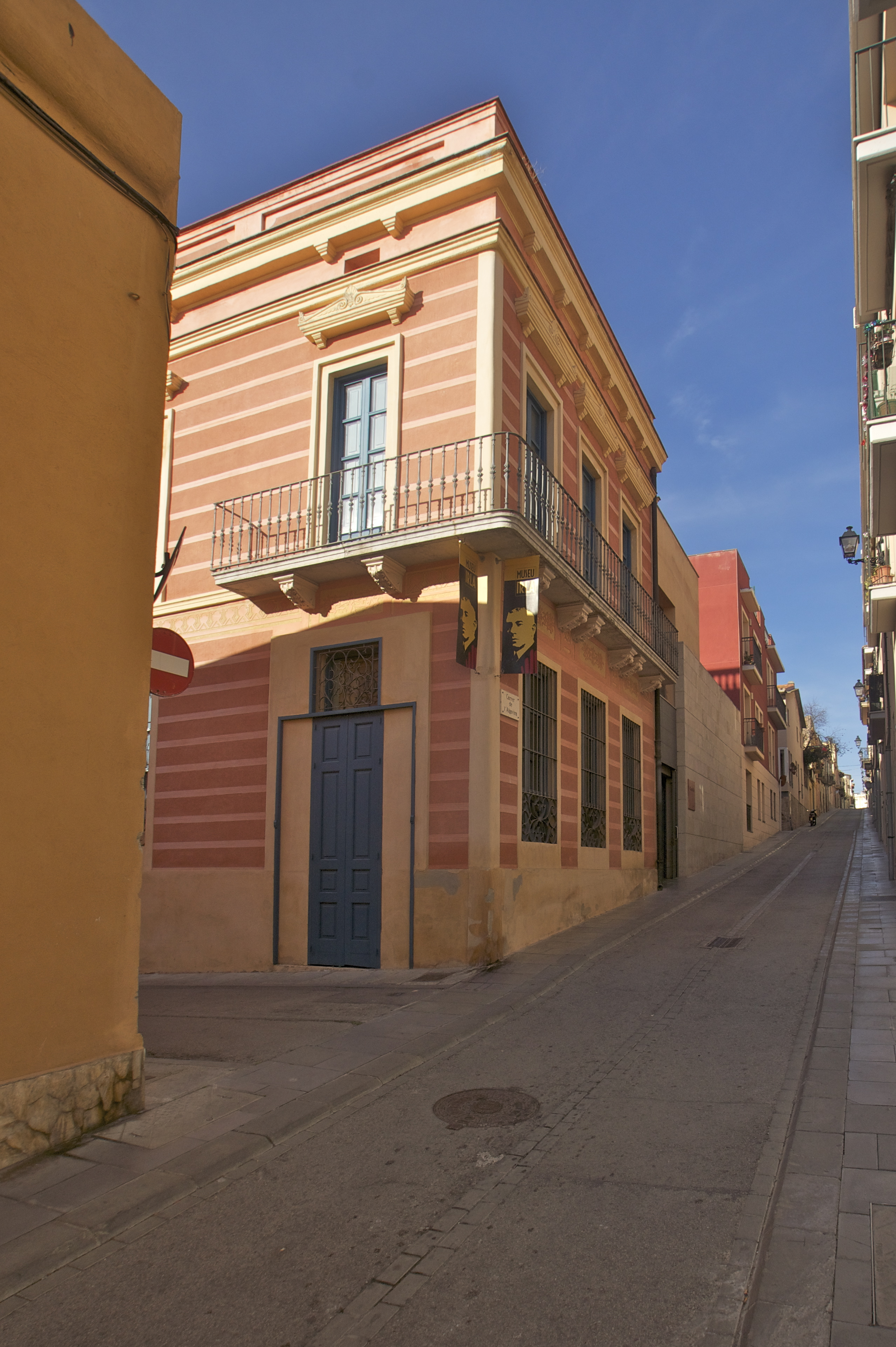
Casa natal y desde 2011 Museo Irla en San Felíu

En 1902 se casó con Florencia Bas i Parent, también de San Felíu y miembro de una familia de obreros taponeros. La pareja no tuvo hijos, pero sí dos ahijadas, Encarnació Pijoan (Cion), hija de los masoveros de una masía de Romanyá de la Selva, donde pasaban temporadas debido a la enfermedad de carácter asmático que él sufría, y Lola Aymerich Robert, prima suya que quedó huérfana de pequeña. De joven, y siguiendo la trayectoria familiar, se identificó con el republicanismo federal. Él y su padre fueron los impulsores del Centre Republicà Federal Català de San Feliu de Guíxols y también miembros de la logia masónica local Gesòria, mientras que su hermano Francesc dirigía el semanario El Programa.

## Primeros pasos en la política, ayuntamiento de San Felíu de Guixols
Líder del republicanismo catalanista en las comarcas gerundenses, el 12 de noviembre de 1905 se celebraron elecciones municipales en las que Josep Irla, a la edad de 29 años, resultó elegido concejal del ayuntamiento con la candidatura del Centre Republicà Federal, candidatura que reunía a federales y catalanistas; pasó a ser segundo teniente de alcalde y miembro de la comisión de gobernación; de este nuevo consistorio, resultó alcalde designado por Real Orden, el Sr. Ildefons Perdrieux. Después de varios cambios Josep Irla accedió a la alcaldía. Presidió el ayuntamiento de 1906 a 1910. De este periodo de la vida local destaca la creación de servicios y obras de interés público, la asistencia social, la promoción de la cultura popular y una administración económicamente austera y provechosa, hizo frente a los destrozos sufridos por el municipio en los aguaceros del otoño de 1908, siguió siempre de cerca los acontecimientos de la vida política de Cataluña y se manifestó en su entorno en un sentido catalanista y progresista. A comienzos de 1911 participó en la constitución de la Unió Federal Nacionalista Republicana (UFNR) en las comarcas de Gerona, y fue presidente de la agrupación local.

## Diputado provincial y la Assemblea de Catalunya
A raíz de la muerte de su padre, entonces diputado provincial, que tuvo lugar en abril siguiente, se presentó a la elección provincial parcial que se convocó para cubrir la vacante por el distrito de la Bisbal, consiguió el nombramiento sin elección por falta de contrincantes. En las elecciones provinciales de 1913 fue elegido nuevamente así como en las sucesivas hasta 1923, con la llegada de la dictadura de Primo de Rivera, siempre por el distrito de la Bisbal.
Desde este cargo de diputado provincial por Gerona, Josep Irla consigue participar en una institución capital, la Mancomunidad de Cataluña. Josep Irla fue un colaborador importante del primer presidente de la mancomunidad, Enric Prat de la Riba, y tras la muerte de este continuó ocupando cargos de no gran protagonismo, pero sí de una gran responsabilidad bajo la presidencia de Josep Puig i Cadafalch. También fue miembro del comité directivo de la Caja de Crédito Comunal.
Políticamente, primero se situó en la UFNR y tras la crisis de esta, se acercó al Partit Republicà Català integrado como diputado provincial en la asamblea General de la Mancomunitat donde formó parte de diversas comisiones.

## Dictadura de Primo de Rivera
Con la liquidación de las instituciones hecha por la dictadura de Primo de Rivera, se concentró en sus negocios sin dejar de mantener una cierta actividad política, siempre dentro de las mermadas posibilidades de actuación del periodo.

## República y Generalidad de Cataluña
Derrotada la dictadura y en la época de la Generalidad republicana, con la proclamación de la República fue nombrado vocal de la Comisión Provincial provisional de Gerona e inmediatamente después, el presidente Macià lo nombró comisario delegado del gobierno de la Generalidad provisional en Gerona (abril 1931 / febrero 1933, con una renovación en octubre de 1932), cargo creado para ejercer las funciones ejecutivas de la desaparecida Comisión Provincial. Desde este lugar, favoreció la enseñanza y la cultura, sobre todo los dirigidos a los sectores populares; impulsó el uso del catalán en las administraciones, renovó las actuaciones destinadas a la restauración de monumentos arqueológicos, se interesó por la asistencia social con actuaciones diversas y desarrolló obras públicas de bajo coste —dada la escasez de recursos presupuestarios—, pero de gran impacto en amplios sectores de la población, particularmente los alejados de los centros urbanos; todo ello con una cuidada gestión económica que reafirmaba su condición de buen gestor ya iniciada
En las elecciones para constituir la Diputación Provisional de la Generalidad, organismo creado para preparar y aprobar un proyecto de Estatuto que debía regular la autonomía de Cataluña, Josep Irla y Lluís Companys fueron elegidos vicepresidentes y Josep Carner fue su presidente.
El resultado del trabajo de esta diputación fue aprobado por los ayuntamientos y la mayor parte del pueblo de Cataluña. Este proyecto de Estatuto es lo que se conoce como el Estatuto de Nuria. El 9 de septiembre de 1932 el Estatuto de Cataluña fue aprobado definitivamente.
Al principio de 1932, creó y dirigió el Partido Republicà Federal del Baix Empordà, agrupación comarcal creada básicamente para formalizar una adhesión colectiva a Esquerra Republicana de Catalunya, lo que hizo en el primer Congreso Nacional ordinario de esta formación realizado el febrero de ese año aunque en la práctica esta integración ya hacía meses que funcionaba.
En las elecciones al Parlamento de Cataluña del 20 de noviembre de 1932 Josep Irla encabezaba la candidatura de Esquerra Republicana de Catalunya por la circunscripción de Gerona, El triunfo fue total; más de la mitad de los electores votaron a Josep Irla y, proporcionalmente, fue el candidato con más votos de toda Cataluña.
Durante todo el periodo republicano, Josep Irla ocupó diversos cargos de responsabilidad dentro del gobierno de la Generalidad lo que evidencia su eficacia organizativa y la confianza que le hicieron los presidentes Francesc Macià y Lluís Companys, como diputado fue miembro de la Diputación Permanente, de las comisiones permanentes de Obras Públicas y de Sanidad, y de las comisiones de Presupuestos y de Ley Municipal.
Fue nombrado consejero de Gobernación en el gobierno de Macià, constituido el 24 de enero de 1933, pero un empeoramiento de su afección crónica le impidió ocupar el cargo y fue sustituido después de unos días por Joan Selvas, poco después, fue relevado también de su cargo de comisario delegado. Ya restablecido pasó a ser director general de Industria (julio-octubre de 1933), dependiente del Ministerio de Industria y Comercio del Gobierno en dos legislaturas sucesivos presididos por Manuel Azaña y por Alejandro Lerroux; fue destituido tras la entrada de Diego Martínez Barrio.

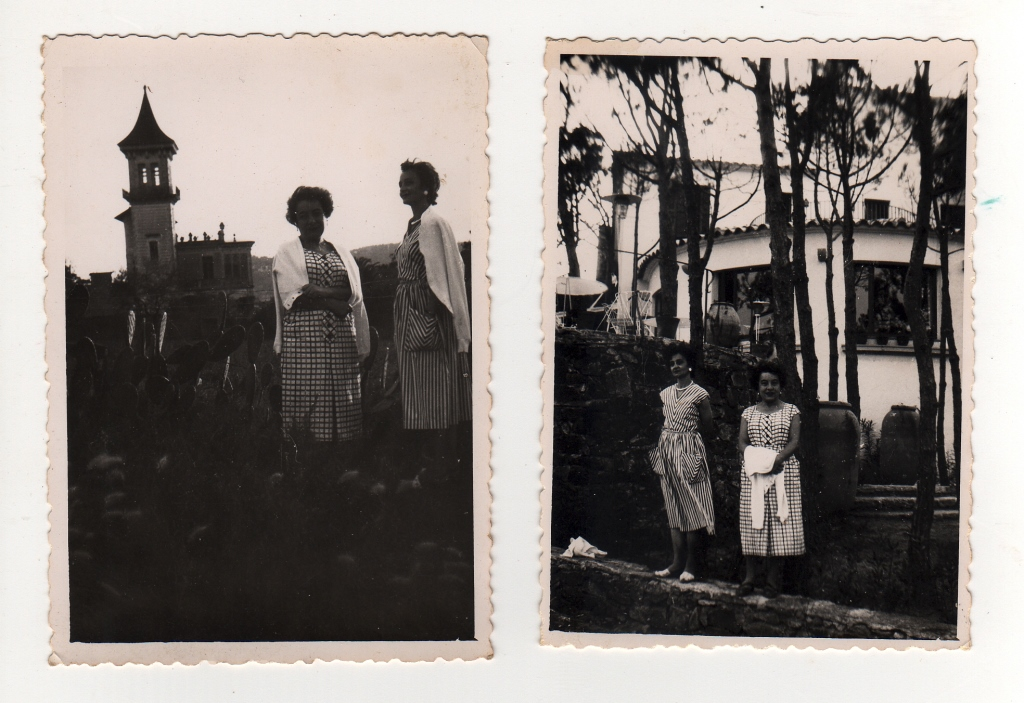
Lola Aymerich y Montserrat en "Villa Catalunya"

El verano de 1933, se incorporó a los organismos creados para el desarrollo del área de Asistencia Social después de que la Generalidad recibiera las transferencias en este ámbito, primero con Josep Dencás como consejero de Sanidad y de Asistencia Social en el etapa del presidente Macià y después, con sus sucesores. Ya con Companys, fue jefe de los Servicios de Asistencia Social y después director general. Desde este cargo, proyectó actuaciones ambiciosas en ámbitos como el tratamiento de enfermos con rechazo social, la prevención de riesgos en la infancia o la atención a los jubilados sin recursos, pero también su implantación en todo el territorio catalán. Fue también vocal del Consejo de las Cajas de Ahorro. Los hechos de octubre de 1934, con la suspensión del Estatuto y el encarcelamiento del gobierno catalán, dejaron su actuación política en suspenso durante el siguiente año y medio.
Con la restitución del gobierno, en marzo de 1936 recuperó su puesto de director general. El inicio de la Guerra Civil volvió a dificultar su actuación, en los primeros días mientras el consejero en aquellos momentos, Manuel Corachan, se dedicaba de lleno a la organización del hospital General de Cataluña, él asumió de hecho la dirección de la Consejería. Con las sucesivas remodelaciones del gobierno se mantuvo en el cargo, pero presentó la dimisión ante el nombramiento como consejero de Antoni García, representante de la CNT, a finales de septiembre.
Poco después, en octubre de 1936, fue nombrado subsecretario de la Conselleria de Cultura, un cargo de nueva creación con Ventura Gassol como consejero; pero, coincidiendo con la salida de este de Cataluña ante el peligro de ser víctima de un atentado, tuvo que ampliar sus competencias y trabajó para asegurar el funcionamiento de los centros de enseñanza y de las bibliotecas y para la preservación del patrimonio arqueológico y artístico de Cataluña.
En enero de 1937, justo después de que Josep Tarradellas publicara los decretos con los que se pretendía controlar y normar todo el aparato financiero de la Generalidad, fue nombrado director general de Patrimonio y Rentas, un cargo también nuevo, pero además muy complejo en un periodo de excepcionalidad política, que ponía a prueba una vez más sus condiciones de gestor.

## Presidente del Parlamento de Cataluña
El 1 de octubre de 1938, con una parte del territorio catalán ya ocupada por las tropas franquistas y con la inminencia de una derrota completa, aceptó la responsabilidad de convertirse en presidente del Parlamento de Cataluña y fue elegido en la última sesión que este celebró; en su discurso de toma de posesión afirmó: "Éramos, somos y seremos republicanos y catalanistas, porque somos liberales, porque es un sentimiento de nuestra alma que nos ha llevado a sentir y a conocer las necesidades de nuestro pueblo".

## Exilio
El 28 de enero de 1939, Josep Irla, presidente del Parlamento de Cataluña, como el resto de autoridades catalanas, iniciaba el exilio. Con 62 años, pasó a territorio francés con su mujer, Florencia Bas, su ahijada Concepció Pijoan, su hermano Francesc y su cuñada María Duran, las hijas de Nicolau, Pepita y Montserrat, y la esposa de este, Cándida Planella pero sin ninguno de sus bienes que quedaban en San Feliu y que posteriormente serían confiscados por las autoridades franquistas. Nicolau pasó a Francia unos días después, no lo siguió su ahijada Lola Aymerich, ya casada con un carnicero de San Feliu de Guíxols, madre de un hijo y no activa políticamente, convirtiéndose esta en la única parte de la familia que no se exilia.
Josep Irla vivió un tiempo en Le Boulou (Pirineos Orientales) y se instaló luego en Ceret (Vallespir), donde se procuró la subsistencia dedicándose a su oficio de toda la vida: la industria del corcho. En 1940, fue detenido por las autoridades francesas de Vichy y confinado en Le Mans, de donde pudo evadirse y retornar a Ceret.
Con el fusilamiento del presidente Companys el 15 de octubre de 1940, rehusó emigrar a América y se convirtió de manera automática en presidente de la Generalidad de Cataluña en aplicación del Estatuto Interior de Cataluña, único presidente contemporáneo que no llegará a pisar como tal el palacio de la Generalidad. Se trasladó entonces a Cogolin, en el departamento del Var y más lejos de la frontera donde retomó la fabricación de tapones de corcho, una actividad que le suministró los años siguientes los recursos necesarios para sobrevivir.

## Dimisión como presidente de la Generalidad
En abril de 1954 nombró a Josep Tarradellas, entonces secretario general de Esquerra, consejero primero. Poco después, ya con 78 años, "viejo, enfermo y pobre", según sus propias palabras, el 7 de mayo de 1954, firmó en París una carta dirigida a Josep Tarradellas, en la que le comunicaba que se veía obligado a renunciar al cargo de presidente de la Generalidad y pedía que se procediera a la elección de un nuevo presidente; el 5 de agosto de 1954, los diputados del Parlamento de Cataluña reunidos en la embajada de la República española en México eligieron a Josep Tarradellas como nuevo presidente de la Generalidad.

## Muerte y recuperación histórica
Josep Irla murió el 19 de septiembre de 1958 cuando le faltaba poco para cumplir ochenta y cuatro años, en Sant Rafèu (Provenza).
En 1981, sus restos fueron trasladados a Barcelona y recibidos solemnemente por los presidentes Jordi Pujol y Heribert Barrera en el palacio de la Generalidad, para ser definitivamente enterrados en San Feliu de Guíxols. En 1997 se constituyó la Fundación Josep Irla vinculada a Esquerra Republicana de Catalunya con sede en Barcelona y una subsede en San Feliu de Guíxols con unos objetivos de investigación histórica y de difusión del pensamiento político.
Josep Irla, dotado de un rostro de facciones duras, no fue un gran orador ni un personaje carismático pero sí un político gestor y eficiente, de gran integridad, que supo conectar con importantes sectores de la sociedad catalana del momento (ganó todas las elecciones, de diverso nivel, a la que se presentó), y que mantuvo la continuidad de las instituciones (primero la presidencia del Parlamento de Cataluña y después de la Generalidad) en unos momentos de enorme adversidad.
Hoy en día, la Fundación Josep Irla ha asumido la tarea de rendirle honor y de conservar el legado ideológico.